# 오호리 메구미
오호리 메구미(大堀 恵 오오호리 메구미[*], 1983년 8월 25일~)는 일본의 여자 가수이다. '메탄', '메탄히메'라고도 불린다.

## 개요
- 가정 과목의 교육면허를 가지고 있다.
- AKB48로 활동하기 전에는 '마츠시마 메구미(松嶋 めぐみ)'라는 이름으로 활동했다.
- AKB48 활동 당시에는 노로 가요와 함께 AKB 멤버 가운데 가장 연장자였다.
- 2008년 10월에는 '오호리 메시베'라는 이름으로 솔로 가수로 데뷔했다.

## 같이 보기
- 카사이 토모미